# 耶厄斯堡站
耶厄斯堡站（丹麦语：Jægersborg Station）是位于丹麦首都大区根措夫特市鎮耶厄斯堡的一座火车站，1936年5月15日启用。现同时有哥本哈根市郊铁路和丹麦地方铁路公司两间铁路公司的列车停靠。 耶厄斯堡站是西兰岛北线铁路的中途站及奈鲁姆铁路的终点站。
| 上一站                    | 哥本哈根市郊铁路 | 下一站                |
| ------------------------- | ---------------- | --------------------- |
| 根措夫特站 开往：克厄站   | 工作日白天       | 灵比站 开往：霍尔特站 |
| 根措夫特站 开往：克厄站   | 夜间及周末       | 灵比站 开往：希勒勒站 |
| 上一站                    | 丹麦地方铁路公司 | 下一站                |
| 内尔高路站 开往：奈鲁姆站 | 奈鲁姆铁路       | 终点站                |

## 车站布局
耶厄斯堡站共有4条股道，3个站台。其中两条股道、一个岛式站台供丹麦国家铁路下属的哥本哈根市郊铁路使用。另外两条股道、两个侧式站台供丹麦地方铁路公司使用，丹麦地方铁路公司使用的站台为港湾式站台设计。

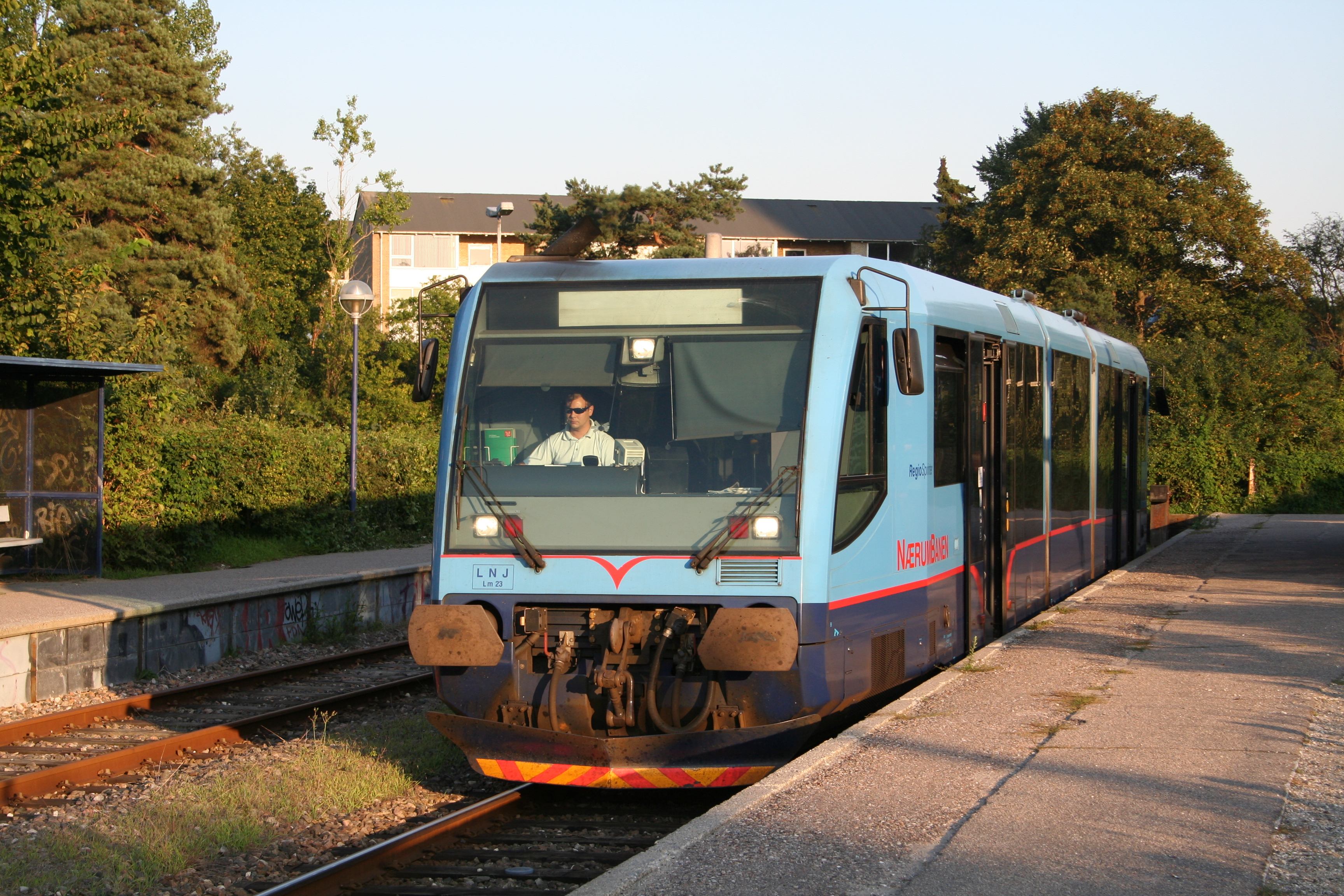
丹麦地方铁路公司所属的“区域短跑者”型内燃动车组停靠在耶厄斯堡站

## 外部連結
- 丹麦国家铁路官网对耶厄斯堡站的介绍 （页面存档备份，存于）（丹麦语）